# Christian Neuwirth
Christian Neuwirth (* 18. Dezember 1971 in Linz, Oberösterreich) ist Sprecher des österreichischen Rechnungshofes und Leiter des Büros von Rechnungshof-Präsidentin Margit Kraker.

## Werdegang
Christian Neuwirth maturierte 1990 im Bundesrealgymnasium Hamerlingstraße Linz und schloss 1994 das Studium der Politikwissenschaften und der Germanistik an der Universität Wien ab. Er verfasste eine Diplomarbeit mit dem Titel „Zum Phänomen der Wahlenthaltung unter besonderer Berücksichtigung der österreichischen Situation“.
1993 begann er seine journalistische Karriere bei den Salzburger Nachrichten. Als Spezialist für innere Abläufe in der österreichischen Justizszene waren unter anderem Gerichtsreportagen sein journalistischer Schwerpunkt. Von 1997 bis 2003 war er für das Wochenmagazin News in den Ressorts Chronik und Innenpolitik tätig. Viel Beachtung fanden etwa seine Interviews mit dem ehemaligen Außenminister von Deutschland, Joschka Fischer, sowie mit Kardinal Franz König. Seine journalistischen Recherchen rund um den Briefbombenattentäter Franz Fuchs hat er als Mitautor des Krimis „Totort: ein Mann erklärt dem Staat den Krieg“ auch literarisch verarbeitet.
2001 veröffentlichte Christian Neuwirth „Alexander van der Bellen – Ansichten und Absichten“ – eine Biografie über den späteren Bundespräsidenten der Republik Österreich, Alexander Van der Bellen. Im Jahr 2003 wechselte er in den Verfassungsgerichtshof. Von 2003 bis 2016 war er Sprecher des Verfassungsgerichtshofes sowie Leiter der Abteilung für Öffentlichkeitsarbeit. 2009 legte er mit „Durch den Dschungel der Gesetze: Der Reiseführer zur österreichischen Verfassung“ ein allgemein verständliches Werk über die Österreichische Verfassung vor.
Seit 2016 ist er Sprecher des Rechnungshofes unter Präsidentin Margit Kraker und damit für die gesamte externe Kommunikation verantwortlich.
Beispielsweise forderte der Rechnungshof – auch im Lichte der Ibiza-Affäre – eine Reform des Parteiengesetzes 2012 ein, die den Prüferinnen und Prüfrechte echte Prüfrechte ermöglichen sollte. 2022 wurde schließlich weitreichende Änderungen bei der Rechnungshof-Kontrolle der Parteienfinanzierung beschlossen.
Im Oktober 2023 wurde Christian Neuwirth zusätzlich mit der Leitung des Büros der Rechnungshof-Präsidentin betraut.